# PLATO
PLATO (englisch PLAnetary Transits and Oscillation of stars für planetare Transite und Oszillationen von Sternen) ist ein Projekt der ESA zur Erforschung extrasolarer Planeten. PLATO soll Exoplaneten im Transit vor ihrem Mutterstern, also dem Durchgang des Planeten vor der Sternenscheibe, entdecken und charakterisieren. Dabei sollen bis zu einer Million Sterne untersucht werden. Von der Mission werden große Durchbrüche erwartet, da das Vorhaben sich auf Gesteinsplaneten konzentrieren soll, die um hellere und besser charakterisierte Sterne kreisen.
Die mit 26 Kameras ausgerüstete Raumsonde soll im Rahmen der mittelgroßen Missionen des Cosmic-Vision-Programms der ESA im Jahr 2026 ins All starten und sechs Jahre lang einen großen Teil des Himmels absuchen. Die Leitung der Mission liegt beim Deutschen Zentrum für Luft- und Raumfahrt (DLR) und auch das Max-Planck-Institut für Sonnensystemforschung (MPS) in Göttingen ist beteiligt.

## Geschichte
- März 2007 Start von Cosmic Vision (Wissenschaftsmissionsprogramm der ESA für 2015–2025)
- Oktober 2007 Auswahl von PLATO für Vorstudien für einen Start im Jahr 2018
- 2008 Start von drei Machbarkeitsstudien: eine unter unabhängiger und zwei unter kommerzieller (Astrium bzw. Thales) Leitung
- 2009 Publikation der Vorstudie[3]
- 2010 Auswahl in die Runde der letzten drei Kandidaten
- 2011 Publikation der Definitionsstudie[1]
- 2011 die beiden Konkurrenten erhielten die Baufreigabe, PLATO verblieb als Möglichkeit für zukünftige Flüge
- Januar 2013 Reorganisation der PLATO-Gruppe, Kandidatur auf die letzte verbleibende Startmöglichkeit im Rahmen von Cosmic Vision im Jahr 2024
- Februar 2014 Entscheidung der ESA für die Realisierung von PLATO sowie Ankündigung eines damals geplanten Raketenstarts für 2024[4]

## Missionsziele
PLATO soll nacheinander zwei Himmelsauschnitte über zwei (laut Missionsdefinionsstudie) bis drei (laut Homepage) Jahre beobachten und über die Transitmethode Planeten nachweisen. Er soll dabei die Arbeit von CoRoT und Kepler fortsetzen. PLATO soll allerdings ein deutlich größeres Beobachtungsgebiet sowie eine auf erdähnliche Planeten spezialisierte Optik haben, so dass im Gegensatz zu den Vorgängermissionen auch viele Funde von Gesteinsplaneten in Erdgröße bei helleren bzw. sonnenähnlichen Sternen erwartet werden. Bisher waren methodikbedingt erdgroße Planeten meist bei recht kalten, kleinen Sternen gefunden worden. Es können nur Planeten mit einer Jahreslänge unter 365 Tagen nachgewiesen werden, da für eine erwiesene Beobachtung drei Sternverdeckungen beobachtet werden müssen. An die beiden Langzeitbeobachtungsphasen schließen sich mehrere etwa dreimonatige Beobachtungen einzelner Himmelsbereiche an.
Darüber hinaus sollen die Planeten beherbergenden Sterne nach asteroseismologischen Methoden vermessen werden. In Kombination mit den Daten von Gaia (Positionsbestimmung von Sternen) erhielte man so gute Daten, welche für viele Berechnungen zu den Planeten notwendig sind.

## Start und Orbit
Der Start von PLATO ist für September 2026 vorgesehen.
Der Start soll mit einer Ariane 6 vom ELA-4 / Weltraumbahnhof Kourou erfolgen, Ziel soll der Lagrange-Punkt 2 sein. Durch die instabile Lage dieses Orbits sind etwa alle vier Wochen Korrekturmanöver geplant. Des Weiteren wird PLATO alle 90 Tage seine Ausrichtung um 90° ändern, um seine Solarpaneele zur Sonne auszurichten.

## Hardware
Die Hardware kommt im Wesentlichen aus Forschungseinrichtungen in Deutschland, Frankreich, Italien, Großbritannien und Spanien.
Die wissenschaftliche Nutzlast soll aus 24 dioptrischen Kameras, jede bestückt mit einer 120-mm-Weitwinkeloptik bestehen. Jede Kamera hat ihre eigene Fokalebene (Brennpunkt) mit vier großformatigen CCD-Sensoren. Das System soll in den Wellenlängen des sichtbaren Lichts und im nahen Infrarot von 0,5 bis 0,95 Mikrometer arbeiten. Zwei zusätzliche Spezialkameras sollen zwei breite rote und blaue Spektralbereiche erfassen. Die 24 normalen Kameras sollen mit einer Kadenz von 25 s und die zwei Spezialkameras mit einer Kadenz von 2,5 s arbeiten. Die Messungen der Spezialkameras werden als sehr präzises Referenzsignal an das Orbit- und Lageregelungssystem übermittelt.
Die 24 Kameras werden in vier Gruppen zu je sechs Kameras mit um 9,2° versetzter Blickrichtung zur +ZPLM-Achse angeordnet. Diese besondere Konfiguration ermöglicht die Vermessung eines Sichtfelds von etwa 2250 Quadratgrad pro Ausrichtung.
Die Erdkommunikation soll im X- und K-Band täglich für vier Stunden erfolgen, die restlichen 20 Stunden wird PLATO autonom operieren. Insgesamt wird PLATO täglich ca. 435 GB an Daten generieren und an die Bodenstation übermitteln.